# Rhipidura rufiventris
Rhipidura rufiventris là một loài chim trong họ Rhipiduridae.